# Neuer Kunstverein Aschaffenburg

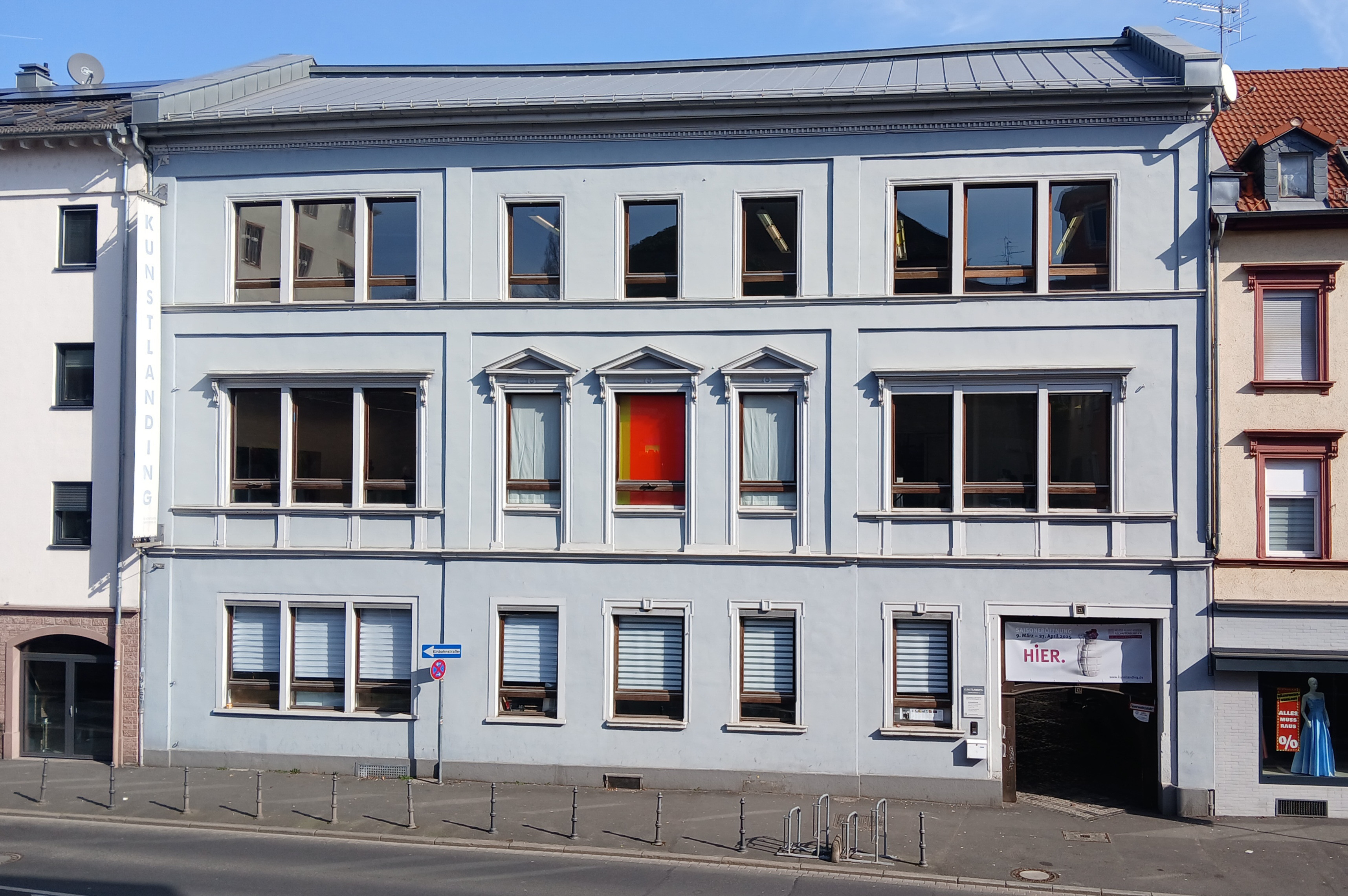
Galerie des Neuen Kunstvereins Aschaffenburg e. V. im KunstLANDing

Der Neue Kunstverein Aschaffenburg ist ein Kunstverein mit Sitz im KunstLANDing in Aschaffenburg.

## Geschichte
Der Verein wurde im Jahr 1991 mit dem Ziel der Förderung der regionalen und internationalen Kunst gegründet. Er renovierte ein klassizistisches, mittlerweile denkmalgeschütztes Gebäude in der Landingstraße, das seit seiner Errichtung 1872 als Brauhaus, Post, Schule und Jugendhaus genutzt wurde und schließlich lange leer stand. Dabei wurden die ursprünglichen Architekturelemente weitgehend erhalten. Seit der Fertigstellung 1998 bietet das dreistöckige Haus als KunstLANDing mit seinen hohen Räumen und Holzfußböden Raum für Ausstellungen und ortspezifische Installationen.

## Veranstaltungen
Der Neue Kunstverein organisiert auf den etwa 600 Quadratmetern des KunstLANDing vier bis sechs Ausstellungen im Jahr, vornehmlich aus dem Bereich der zeitgenössischen und experimentellen Kunst. Neben international bekannten Künstlern bietet der Verein auch jungen und regionalen Künstlern eine Plattform. Wiederkehrende Ausstellungsreihen sind etwa papier=kunst mit einem Schwerpunkt auf plastischen Papierarbeiten oder Hier, bei dem Künstler aus dem Aschaffenburger Raum vertreten sind. Die Ausstellungen werden von ca. 10.000 Gästen jährlich besucht.
Darüber hinaus richtet der Neue Kunstverein Familienveranstaltungen wie den KinderLANDing aus und ist Begründer und Mitorganisator der jährlichen Aschaffenburger Kulturtage und Kulturnacht, die mit vielen Veranstaltungen im Stadtgebiet von über 40.000 Besuchern frequentiert werden.

## Ausstellungen
Unter anderem organisierte der Neue Kunstverein Aschaffenburg folgende Ausstellungen.
- 2010: Gratwanderung!, u. a. mit Ralph Fleck und Leta Peer
- 2016:
  - Denn sie wissen, was sie tun..., u. a. mit Laura Baginski und Emilia Neumann
  - in_visible limits, u. a. mit Anna Anders und Frantiček Klossner
- 2017:
  - FarbeLicht – LichtFarbe, u. a. mit Hellmut Bruch, Inge Dick und François Morellet
  - Shared spaces, u. a. mit Michael Hakimi
  - papier=kunst 9, u. a. mit Helmut Dirnaichner
- 2018:
  - Speicher, u. a. mit Gerald Domenig
  - drei Positionen u. a. mit Reinhard Roy
- 2019:
  - In guter Gesellschaft - Heiner Thiel und die Stiftung Konzeptuelle Kunst/Sammlung Schroth
  - Artist/Don Quixote, u. a. mit Christine Biehler und Vollrad Kutscher
- 2021:
  - Väter & Söhne, u. a. mit Georg Hüter
  - Großstadt-Symphonie, u. a. mit Thomas Kellner und Detlef Waschkau
- 2022:
  - Tough connections, u. a. mit Rita Rohlfing und Achim Zeman
  - Real time, u. a. mit Bodo Korsig, Jürgen Paas und Dirk Salz
- 2023:
  - Sehen, u. a. mit Andreas Exner und Raimer Jochims
  - Gegen den Strich, u. a. mit Horst Bartnig und Ulrike Mundt
- 2025:
  - Hier. °3, u. a. mit Christiane Kaufmann
  - Ein Zimmer für mich allein, u. a. mit Heather Sheehan und Alissa Walser